# Кръв от къртица
„Кръв от къртица“ (на английски: Blood) е разказ от писателката Здравка Евтимова.
Разказът е публикуван през 2003 г. на английски език в литературното списание Antioch Review. През 2007 г. е публикуван в САЩ със заглавие Blood в антологията New Sudden Fiction, Short-short stories from America and Beyond – най-добри разкази под 2000 думи на английски език от САЩ и чужбина.
Издаден е заедно с други разкази от Здравка Евтимова през август 2005 г. от издателство „Жанет 45“. Публикуван е за първи път онлайн на 24 май 2014 г. в Офнюз.
През 2015 г. датското издателство Lindhardt og Ringhof Uddannelse включва разказа в учебник за гимназията.
Разказът е включен в учебник по литература в САЩ за 8-и клас, поради „непоклатимия му хуманизъм“.

### Сюжет
Един ден дребна умислена жена влиза в малък неуспешен зоомагазин, търсейки къртици. Продавачката и собственичка на магазина отговаря, че такива няма, но мъката и притеснението по непознатото лице я кара да блъфира и впоследствие променя отговора си. Жената споделя, че е чула за лечебните свойства на кръвта от къртица и че синът й е тежко болен и се нуждае само от три капки. От съчувствие, собственичката отива в задната стаичка и порязва китката си с ножче, като капе 2-3 капки в малко шишенце. Връщайки се, тя го подава на клиентката, която забелязва раната на китката и първоначално се разколебава, но след кратко убеждение грабва стъкленичката и излиза. 
В следващите няколко дни няма нито един клиент и собственичката започва сериозно да обмисля затварянето на магазина. Една сутрин обаче дребната женичка се връща и се хвърля върху продавачката с благодарности. Споделя, че синът й е проходил и обсипва с целувки вече зарасналата рана на китката. Още същия следобед един висок и унил мъж влиза в магазина търсейки кръв от къртица. Жената веднага му казва, че няма, но той не приема 'не' за отговор и се моли за само три капки, които да спасят живота на умиращата му съпруга. Продавачката отново изстисква три капки от почти зарасналата рана в малка стъкленичка и я подава на мъжа, който я грабва и излиза. 
На другата сутрин, отивайки да отвори магазинчето собственичката се натъква на необикновена гледка - наредена отпред, тълпа от хора с мъка по лицата, и малки ножчета и стъклени шишенца в ръка я посреща нетърпеливо  с думите: "Кръв от къртица! Кръв от къртица!".